# Glutetimida
La glutetimida es una piperidinadiona hipnótica y sedante con efectos muy similares a los de los barbitúricos. También tiene propiedades antimuscarínicas. Se ha dado para el tratamiento a corto plazo del insomnio pero ha sido reemplazada por otros fármacos. Se introdujo en 1954 como una alternativa segura a los barbitúricos para tratar el insomnio. En poco tiempo, sin embargo, se hizo evidente que la glutetimida poseía las mismas probabilidades de causar adicción y síndrome de abstinencia igualmente graves.

## Usos
Como medicamento, la glutetimida se utilizaba principalmente como sedante para dormir. También se ha empleado ayudar a prevenir la ictericia en los recién nacidos y para reducir los temblores musculares en los adultos. Al igual que con otros medicamentos más antiguos, como barbitúricos y meprobamato, debe evitarse la glutetimida para el tratamiento del insomnio. Entraña un potencial alto de consumo excesivo y su sobredosificación es peligrosa.

## Toxicidad
La intoxicación por glutetimida ha sido comparada con la de alcohol o barbitúricos. En adultos puede ocurrir la muerte después de ingerir 5 g. La dosis letal habitual es de 10 a 20 g, aunque se ha reportado la supervivencia después de una dosis de 28 g.

## Inconvenientes
La glutetimida puede tener efecto de rebote, lo que significa que si una persona está tomando el medicamento para combatir la ansiedad o el insomnio y deja de tomarlo, esas condiciones pueden llegar a ser temporalmente peor que antes. Un estudio encontró que después de varios meses, la capacidad del medicamento para inducir el sueño se deteriora tanto que los usuarios tienen más problemas para conciliar el sueño que las personas con insomnio que no toman ningún medicamento para inducir el sueño.
Un estudio sobre la influencia de la droga sobre la capacidad mental encontró pocos efectos, pero los fumadores de tabaco parecen ser más afectados que los no fumadores. Una prueba de habilidades relacionadas con la conducción de automóviles halló poca influencia de la glutetimida. El fármaco produjo resultados contradictorios en otro experimento que midió el estado de alerta, el tiempo de reacción y la toma de decisiones. Estas pruebas, sin embargo, implican dosis normales durante períodos de tiempo relativamente breves. Generalmente a las personas se les recomienda tomar conciencia de cómo les afecta el medicamento antes de intentar manejar maquinaria peligrosa. El abuso crónico puede reducir las habilidades mentales de formas que se asemejan a un daño cerebral orgánico. Los experimentos con animales sugieren que este medicamento puede empeorar la porfiria, una enfermedad química del cuerpo que puede hacer que una persona, por demás tranquila, se torne violenta. La droga puede agravar la obstrucción de las vías urinarias y se debe utilizar con precaución en personas con agrandamiento de la próstata. Dificultad de la vista y sequedad de boca son algunos típicos efectos no deseados.

## Factores abuso
Algunos usuarios de drogas ilícitas toman glutetimida con codeína. La combinación produce supuestamente una euforia y estupor como la de la heroína. Los usuarios de esta combinación reportaron aumento de la sociabilidad y sentimientos de comprensión intelectual en discusiones que eran en realidad de nada. La combinación de drogas puede afectar seriamente la respiración, y se han verificado fallecimientos. Algunas de estas muertes involucran dosis de cada fármaco que eran teóricamente seguras. Los resultados implican que la glutetimida y la codeína pueden potenciar los efectos de cada una. Los usuarios de la combinación han experimentado los típicos efectos no deseados de ambos fármacos, además de dolores de cabeza, mal humor, temblores, calambres y problemas para dormir.
Puede desarrollarse tolerancia y dependencia con la glutetimida. La retirada del fármaco tiene síntomas similares a los observados con los barbitúricos. Pueden ocurrir convulsiones. Entre las personas que toman dosis clínicas de glutetimida durante meses, un síndrome de abstinencia puede incluir alucinaciones, fiebre, delirio y convulsiones. Los informes de casos hablan de experiencias de abstinencia que incluyen catatonia.

## Interacciones con otros medicamentos
El fármaco reduce la eficacia de la warfarina, un medicamento que combate el ataque al corazón y los accidentes cerebrovasculares al reducir la coagulación de la sangre. También hay que evitar la glutetimida si alguien está tomando la cumarina, un fármaco anticoagulante. Una prueba aeroespacial del Ejército de EE. UU. halló que el uso de alcohol con la glutetimida no perjudica la respiración. Esta afirmación tiene un significado bastante limitado para la mayoría de las personas, pero un hallazgo más relevante por lo general procede de un experimento que muestra que la glutetimida eleva los niveles de alcohol en la sangre de las personas que habían estado bebiendo. La mezcla de alcohol y glutetimida debe ser evitada. Los antihistamínicos se deben utilizar con precaución con la glutetimida. La experimentación animal muestra que la inyección del principal componente activo de la marihuana, el tetrahidrocannabinol (THC), aumenta la potencia de la glutetimida, incrementando así el riesgo de sobredosis.

## Uso en embarazo y lactancia
La glutetimida está relacionada con la talidomida, tal vez la causa farmacéutica más notoria de defectos congénitos humanos. En experimentos con ratas y conejos, la glutetimida no produjo defectos de nacimiento físicos aparentes. Un experimento encontró que la tasa de mortalidad en ratas con exposición prenatal a la glutetimida fue tres veces mayor que el de las ratas sin exposición al fármaco. Las ratas sobrevivientes con la exposición fetal a la glutetimida exhiben un comportamiento anormal, pero sus propios hijos se comportan con normalidad. Las mujeres embarazadas han recibido sistemáticamente la glutetimida para el insomnio, las náuseas y el vómito. Los seres humanos con exposición fetal suficiente pueden nacer dependientes de la droga. La glutetimida se ha utilizado para facilitar el trabajo del parto. Las madres lactantes que toman el medicamento pueden tener suficiente glutetimida en su leche como para hacer que sus bebés estén somnolientos.

## Antídoto
El carbón vegetal activado es útil para interrumpir la circulación enterohepática de la glutetimida zoghalpars.

## Sobredosis
Una sobredosis aguda puede producir lo que se ve como quemaduras en la piel y espasmos musculares o incluso convulsiones. Los casos clínicos señalan que el uso prolongado de glutetimida puede disminuir los niveles de calcio de una persona. Un informe habla de ablandamiento de huesos en una persona que tomó el medicamento de forma rutinaria durante 10 años, y otro reporte señala convulsiones que ocurrieron debido a la baja en calcio. La droga también puede reducir el suministro de vitamina D. Después de doce años de ingestión diaria de glutetimida, una persona había perdido el control muscular, tanto, que le era difícil hablar. El paciente era incapaz de caminar sin ayuda y le era imposible controlar la micción y la defecación. Otros informes similares, sin embargo, hablan de personas que tomaron el medicamento durante años sin efectos negativos perceptibles.

## Información adicional
Para el tratamiento de la adicción, el fenobarbital puede ser sustituido por glutetimida, y de este modo, una persona puede entonces ser gradualmente retirada del uso del fenobarbital. Silver